# 大木幹雄
大木 幹雄（おおき みきお、1946年 - ）は、日本の工学者、（株）ツールテクノ顧問。
ソフトウェア分析設計論、ソフトウェアアーキテクチャ論、ソフトウェア分析過程の脳科学、データモデリング、プロジェクトマネジメントの研究に従事。2012年以降は複数のパッケージソフトウェアがそれぞれ個別に管理しているデータ資産の統合的な管理を概念データモデルにまでさかのぼって実現する実作業に従事。複数データベースで分散管理されたデータ間の関連を効率的に明らかにする手段の有効性を確認している。

## 略歴
- 神奈川県座間市出身
- 1965年3月 神奈川県立厚木高等学校卒業
- 1969年3月 日本大学理工学部物理学科卒
- 1969年4月 日本電子計算株式会社
- 1986年2月 技術士(情報処理部門）取得
- 1986年4月-1989年3月 白鴎女子短期大学部 非常勤講師
- 1987年4月 中央教育情報センター ソフトウェア工学研修コース講師
- 1991年4月 協同システム開発株式会社 出向 技術開発部 主席研究員 通産省主導「システムインテグレーション基盤技術開発計画プロジェクト」統括リーダ
- 1993年4月 日本電子計算株式会社 事業推進本部
- 1996年4月 日本工業大学工学部情報工学科 助教授
- 2005年2月 日本大学 博士(理学）取得[1]
- 2005年4月 日本工業大学工学部情報工学科・大学院工学研究科教授
- 2007年4月 日本工業大学工学部情報工学科・大学院工学研究科 教授 システム管理室長
- 2012年4月 日本工業大学工学部情報工学科・大学院工学研究科 非常勤講師 システム管理室長
- 2016年9月 日本工業大学 システム管理室長 （株）ツールテクノ顧問
- 2017年4月（株）ツールテクノ顧問

## 社会的活動等
- 2006-2009年 埼玉県県民生活部NPO活動推進課「大学・NPOシンポジウム実行委員会」委員
- 1998-2010年 電子情報通信学会 知能ソフトウェア工学研究専門委員会 専門委員
- 2005-2010年 日本工業大学工学部情報工学科3年生によるNPO団体向け各種支援ソフトウェア開発指導

NPO法人 さわやか福祉の会「きらりびと みやしろ」助け合い活動管理支援ソフトウェア開発
NPO法人「ふじみの国際交流センター」日本語指導教材ソフトウェア開発
NPO法人「資産相談センター」老人福祉施設検索Webソフトウェア開発

## 受賞歴
- 2001年 情報処理学会 優秀教材賞
- 2001年 私立大学情報教育協会 奨励賞共同受賞

## 著書
- 『情報システムの分析設計と開発』 日本理工出版会 2006年11月
- 『データベース技術』 日本理工出版会 2006年11月
- 『事例演習 プログラム設計と開発』 日本理工出版会 2000年3月
- 『ソフトウェア設計の基礎』 日本理工出版会 1999年4月（優秀教材賞受賞）
- 『データベース設計の基礎』 日本理工出版会 1998年10月（優秀教材賞受賞）

## 主な論文

### 単著
- 「大脳皮質活性パターン比較分析から見たソフトウェア分析環境の特性分析」電子情報通信学会 知能ソフトウェア工学研究会 信学技報KBSE2010-01(2010年)
- “FORMALIZATION OF CLASS STRUCTURE EXTRACTION THROUGH LIFETIME ANALYSIS” SWIM/EIC and ACM SIGMIS 6th International Conference on Enterprise Information Systems Proc. of the ICEIS2004 pp.635-642(2004年)
- 大木幹雄「ライフタイム分析に基づくクラス構造抽出の定式化と構造に関するデザインパターンの抽出実験」『情報処理学会論文誌』第45巻第6号、情報処理学会、2004年6月、1554-1568頁、CRID 1050564287837164672、ISSN 1882-7764、NAID 110002712205。
- 「クラス構成演算によるデザインパターン導出実験」 情報処理学会 オブジェクト指向シンポジウム2003論文集 オブジェクト指向最前線2003 近代科学社 pp.145-148（2003年）
- 「協調動作機構の実体関連分析プロセスへの適用」 情報処理学会 オブジェクト指向シンポジウム'99論文集 情報処理学会 No.9 pp.127-136（1999年）
- 大木幹雄「動的な依存関係による分散オブジェクトの協調機構オブジェクト指向最前線'98」『情報処理学会OO'98シンポジウム9』1998年、CRID 1571698601660523648、NAID 80010578453。

### 共著
- 粂野文洋, 辻村泰寛, 大木幹雄, 山地秀美「現実の地域課題解決を対象としたソフトウェア開発PBLの実践」『情報処理学会論文誌教育とコンピュータ（TCE）』第2巻第1号、2016年6月、25-40頁、CRID 1050001337907106432、ISSN 2188-4234、NAID 170000147991。
- “BRAIN PHYSIOLOGICAL CHARCTERISTIC ANALYSIS FOR SOFTWARE ANALYSIS SUPPORT ENVIRONMENTS” Proceeding of 11th International Conference On Enterprise Information Systems/INSTICC ACM MIS/ICEIS 178 CD-ROM(2009年)
- 大木幹雄, 上原俊樹, 村瀬晴喜「大脳皮質の活性化パターンに基づくソフトウェア分析手法の差異分析 : いろいろなソフトウェア分析手法の効果を客観的に比較評価するには」『電子情報通信学会技術研究報告』第109巻第41号、電子情報通信学会、2009年5月、19-24頁、CRID 1520009407302501120、ISSN 09135685。
- 林涛, 大木幹雄「カラーペトリネットとアーキテクチャパターンによるプロジェクト管理支援ツールP4の有効性評価」『電子情報通信学会技術研究報告』第108巻第384号、電子情報通信学会、2009年1月、1-6頁、CRID 1520009409165743104、ISSN 09135685。
- 内藤有希, 高沢泰弘, 大木幹雄「頭脳労働としてのソフトウェア分析設計作業の定量化と単位頭脳作業との相関分析」『情報処理学会研究報告』第2007巻第33号、情報処理学会、2007年3月、33-40頁、CRID 1520290884509290880、ISSN 09196072、NAID 110006249949。
- 大木幹雄, 内藤有希, 高沢泰弘「分析パターンの再利用支援環境構築に向けた頭脳作業の特性分析」『電子情報通信学会技術研究報告』第107巻第159号、電子情報通信学会、2007年7月、13-18頁、CRID 1520853833122317312、ISSN 09135685。
- 「Webを活用したサーバサイド・プログラミング教育の試み」 日本工学教育協会 工学教育論文誌Vol.52 No.9 pp.16-21（2004年）
- “A Program Visualization Tool for Program Comprehension” Proc. of 2003 IEEE Symposium on Human Centric Computing Languages and Environments pp.263-265(2003年)
- “Extracting the software elements and design patterns from the software field” EIC and ACM SIGMIS 5th International Conference on Enterprise Information Systems Proc. of the ICEIS2003 pp.603-608(2003年)
- “A Formalization oAf the Design Pattern Derivation by Applying Quantum Field Concepts” IEICE Proc. of the 5th Joint Conference on Knowledge-Based Software Engineering IOS Press pp.66-71(2002年)
- “A Verification of Class Structure Evolution Model and Its Parameters” IPSJ SIGSE ACM SIGSOFT 5th International Workshop on Principles of Software Evolution Proc. of IWPSE2002 pp. 52-56(2002年)
- 大木幹雄, 秋山構平「概念モデリングにおける判断基準の提案とその有効性評価」『電子情報通信学会論文誌. D-1情報・システム. 1情報処理』第84巻第6号、電子情報通信学会情報・システムソサイエティ、2001年6月、723-735頁、CRID 1520009407946438528、ISSN 09151915。

## 実務経験
主なものとして次がある（年代降順）。
- 中堅社員向け「間違いのないデータ分析とデータモデリング」に関する教育研修
- 中堅社員向け「オブジェクト指向の基本的な特徴を生かした分析設計、及びデザインパターンの活用方法」に関する教育研修
- オブジェクト指向分析設計に関するコンサルティング関連
 「オブジェクト指向概念の石油プラント設計等への適用」や「オブジェクト指向データベースシステムGemstoneの日本語化」など
- 診断型エキスパートシステム・アプリケーション開発関連
 Chandrasekahran博士提唱の「Generic Task概念を応用した応用アプリケーション開発」や「Smalltalkによる診断型エキスパートシステムCSRLの実装」など
- 通商産業省特別開発プロジェクト関連
 「システムインテグレーション基盤技術開発計画プロジェクト」において「統合システムインテグレーション支援環境（統合化リポジトリ、各種プロジェクト管理ツール等）」開発[2]
「ソフトウェア環境統合化技術開発計画プロジェクト」において「図式によるソフトウェア要求分析支援CASEツール」開発[3]
「ソフトウェア保守技術開発計画プロジェクト」において「関係代数演算に基づくデータフロー解析支援ツール」開発[4]など
- ソフトウェア生産方法論の考案と品質改善活動の普及・コンサルティング関連
「ソフトウェア部品化再利用を基盤にしたソフトウェア生産方式」や「ソフトウェア開発業務の合理化に関する調査と改善方法の提言」など
- ソフトウェア工学の実践に関する受託調査研究関連(情報サービス産業協会)
「ソフトウェア部品データベースに基づく問題向け言語開発支援システムに関する調査研究」[5]
「ソフトウェア設計方法論の実践的評価に関する調査研究」
「ソースコードレベルの再利用に関する調査研究」[6]
「広範な知識ベースの活用に関する調査研究」（国際AI財団)など
- ソフトウェア部品化再利用技術開発関連
「プログラム論理の部品化再利用を可能にしたプリプロセッサ/インタプリタ開発」[7]
「ソースコード生成制御手順を内蔵した部品概念の考案とインタプリト方式の設計および実装」
「部品再利用によるプログラム分析設計手法」の考案と普及など
- その他
企業内向け簡易関係データベースシステム開発、漢字データを含むTSS版ファイルエディタ開発、多変量統計解析パッケージの開発、環境アセスメントにかかわる各種プログラム開発、道路交通量分析に係わる大規模最短経路探索プログラムの開発、非線形最適化プログラムの設計と実装など